# Dioscina
La dioscina es una saponina esteroide presente en las raíces de las especies Dioscorea composita y Dioscorea floribunda. Por hidrólisis se descompone en diosgenina, D-glucosa y 2 unidades de L-Ramnosa.